# قوافل التدريب الإلكتروني

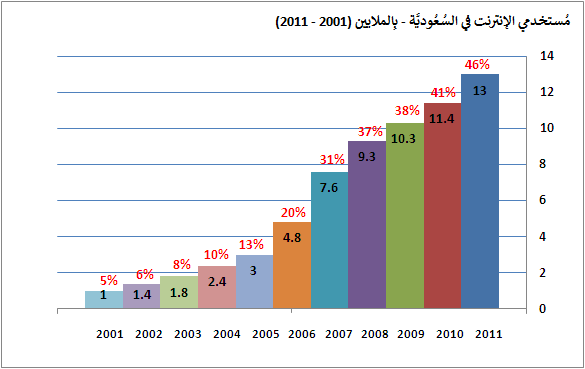
رسم بياني يصور تطور عدد مستخدمي الإنترنت في السعودية من عام 2001م حتى عام 2011م.

قوافل التدريب الإلكتروني هي مبادرة من وزارة الاتصالات وتقنية المعلومات السعودية  تدعمها فنيا وماليا كوسيلة متقدمة لتدريب أفراد المجتمع علي مهارات التعامل مع التقنيات وشبكات الاتصال بفاعلية في جميع مناطق المملكة، وهي خدمة مجانية تقوم فيها قوافل التدريب بجولات على المدن والقرى الريفية في الاتجاه نحو مجتمع المعلومات.

## مواصفات قوافل التدريب
تُقدَّم خدمة «قوافل التدريب» على حافلات مكيفة من طراز مرسيدس بنز موديل 2011 م،  وتتسع الحافلة إلي 50 راكب، وتحتوي علي 17 حاسب آلي، وشاشة عرض، وطابعة وكاميرات مراقبة، وإنترنت واي فاي، ومكتب مجهز، وتتوفر في الحافلات الإضاءة الداخلية، ووسائل السلامة من كاشف للدخان مع إنذار وطفايات حريق وحقيبة إسعافات أولية.

## أهداف قوافل التدريب
تسعي قوافل التدريب الإلكتروني إلي تحقيق العديد من الأهداف ومنها:
1. نشر تنمية الوعي بالحاسب الآلي والإنترنت لكافة شرائح المجتمع بفاعلية لردم الفجوة الرقمية.
2. التعريف بالخدمات الحكومية والاستفادة من مشاريع التعاملات الحكومية.
3. التركيز علي تنمية مهارات استخدام الحاسب والإنترنت لسكان المناطق النائية والريفية والقرى والهجر ومحدودي الدخل.[6]

## المستهدف
- تنمية مهارات طلاب المرحلة الابتدائية والمتوسطة من التعليم العام في الحاسب الآلي والإنترنت بالتنسيق مع وزارة التعليم - المركز الوطني للمعلومات التربوية.[7][8]
- سكان المدن والقرى الذين لم يتسنَ لهم فرصة التعامل مع الحاسب الآلي والإنترنت.[6]

## آلية عمل قوافل التدريب
تقوم الوزارة بتحديد الأماكن والأفراد الذين يحتاجون إلي تنمية مهاراتهم للتعامل مع الحاسب الآلي والإنترنت، من خلال إقامة برامج تدريبية متنقلة بواسطة مدربين وفي الغالب يقام التدريب في الفترة الصباحية والمسائية ويتكون من أربع دورات وتقام خلال أسبوع لكل مجموعة.